# Sekondomboro
Sekondomboro est une ville du Botswana.